# Кэйрэцу
Кэйрэ́цу (яп. 系列, буквально «система», «серия», «ряд», «иерархический порядок») в Японии — крупные финансово-промышленные группы, наследники более старой формы корпоративной структуры, дзайбацу, оставшиеся фундаментально связанными друг с другом в экономический кластер. Кэйрэцу сохраняли господство над японской экономикой во второй половине XX века и, в меньшей степени продолжают доминировать в начале XXI века
Общее между «дзайбацу» и «кэйрэцу» состоит в том, что в обоих случаях речь идет об объединении ряда корпораций, которые чаще всего связаны узами не производственных, а коммерческих интересов. «Кэйрэцу» — это относительно устойчивые группы формально независимых друг от друга предприятий, где ядро составляют крупные корпорации, а вокруг них группируются мелкие и средние фирмы.
До Второй мировой войны в промышленно развитой экономике Японии доминировали четыре основных дзайбацу: Мицубиси, Сумитомо, Ясуда и Мицуи. Их деятельность была сосредоточена в следующих отраслях: чёрная металлургия, банковское дело, международная торговля и различные другие ключевые сектора экономики, которые контролировались холдинговой компанией. Помимо этого, они оставались в тесной связи с влиятельными банками, которые финансировали их различные проекты.
После войны старый механизм финансового и административного контроля в «кликах» был окончательно уничтожен. Несмотря на отсутствие актуального механизма развития для существования больших индустриальных конгломератов в Японии, прошлая вертикаль власти в дзайбацу, имевшая у своей верхушки одну семью, была заменена горизонтальными партнёрскими и координационными отношениями между ассоциациями в кэйрэцу — это является важнейшим отличием от дзайбацу.
Кэйрэцу значительно укрепили свою экономическую мощь, воспользовавшись послевоенной политикой оккупационной администрации США по поддержке целевых отраслей промышленности.
Как правило, кэйрэцу группируются вокруг того или иного мощного банка, который обеспечивает финансирование всех компаний группы и фактически исключает возможность их враждебного поглощения другими участниками рынка. Члены группы сохраняют свою операционную независимость, но координируют стратегию и часто обмениваются активами и ресурсами с другими фирмами в группе.
Для эффективного контроля над их компаниями, кэйрэцу передали управление менеджерам, а не семьям дзайбацу. Примечательно, что семьи дзайбацу управленческие обязанности профессиональным менеджерам передали ещё на ранней стадии.
Типичными примерами кэйрэцу являются, в частности, группы Mitsubishi, Mitsui, Sumitomo, Fuyo Group. Ниже приведена структура некоторых наиболее известных групп такого рода.
| Название             | Банк                                                                                        | Основные члены группы |
| -------------------- | ------------------------------------------------------------------------------------------- | --- |
| Mitsubishi           | Mitsubishi Bank (до 1996) Bank of Tokyo-Mitsubishi (1996—2006) Mitsubishi UFJ Bank (2006 —) | Финансы: Mitsubishi Corporation, Tokio Marine, Mitsubishi Estate, Meiji Mutual Fund Строительство: Pacific Consultants International Пищепром: Kirin Holdings Торговля: Mitsubishi Shoji Автопром: Mitsubishi Motors, Mitsubishi Heavy Industries, Mitsubishi Fuso Truck and Bus Corporation Нефтепродукты: Nippon Oil, Mitsubishi Oil, Mitsubishi Nuclear Fuel Точное машиностроение: Nikon Химпром: Mitsubishi Chemical Holdings, Mitsubishi Gas Chemical, Mitsubishi Rayon Co., Ltd., Mitsubishi Materials Corp., Mitsubishi Plastics Industries, Asahi Glass, Nippon Synthetic Chemical Industries (Nippon Gosei) Электроника: Mitsubishi Electric, Mitsubishi Precision Бумага: Mitsubishi Paper Mills Ltd. Металлургия: Mitsubishi Steel Морские перевозки: Nippon Yusen |
| Mitsui               | Mitsui Bank (до 1990) Sakura Bank (1990—2001) Sumitomo Mitsui Bank (2001 —), Sony Bank      | Финансы: Sony Financial, Mitsui Real Estate, Mitsukoshi, Mitsui Mutual Life, Mitsui Marine & Fire Пищепром: Nippon Flour Mills, Mitsui Sugar, Suntory Химпром: Fuji Photo Film, Mitsui Chemicals, Mitsui Petrochemical Industries, Toagosei Chemical Industries, Denki Kagaku Kogyo, Daicel Chemical Industries, Mitsui Pharmaceuticals, Mitsui Toatsu Fertilizers, Mitsui Toatsu Dyes, Toray Industries Торговля: Mitsui Bussan Нефтепродукты: General Sekiyu, Kyokuto Petroleum Industries Электроника: Sony Corporation, Yaussa Corporation, Ibiden Company, Toshiba Металлургия: Japan Steel Works Развлечения: Sony Computer Entertainment, Sony Pictures Entertainment, Sony Music Entertainment |
| Sumitomo             | Sumitomo Bank (до 2001) Sumitomo Mitsui Bank (2001 —)                                       | Управляющие компании: Sumitomo Corporation, Sumitomo Corporation of America, Финансы: Sumitomo Mitsui Financial Group, Sumitomo Trust & Banking, Sumitomo Life Insurance Co., Sumitomo Real Estate, Mitsui Sumitomo Insurance Co., Ltd., Sumitomo Realty & Development Co., Ltd., Presidio Ventures, Строительство: Sumitomo Mitsui Construction Co., Ltd., Sumitomo Densetsu, Sumitomo Osaka Cement Co., Ltd., Пищепром: Asahi Breweries Транспорт: The Sumitomo Warehouse Co., Ltd., Hanshin Railway, Keihan Railway, Nankai Railway Торговля: Sumitomo Corporation Автопром: Mazda Точное машиностроение: Sumitomo Heavy Industries, Ltd., Электрика и электроника: NEC, Sumitomo Electric Industries, Ltd., Металлургия: Sumitomo Metal Industries, Ltd., Mezon Stainless Steel Fzco., Sumitomo Light Metal Industries, Ltd., Химпром: Sumitomo Chemical, Nippon Sheet Glass Co., Ltd., Sumitomo Bakelite Co., Ltd., Sumitomo Rubber Industries, Ltd., Dainippon Sumitomo Pharma, Горное дело: Sumitomo Metal Mining Co., Ltd. Леспром: Sumitomo Forestry Co., Ltd. Инфраструктура: Nippon Koei |
| Fuyo Group           | Fuji Bank (до 2000) Mizuho Bank (2000 —) Yasuda Trust and Banking Yamaichi Securities       | Финансы: Yasuda Mutual Life, Yasuda Marine & Fire Пищепром: Nisshin Flour Milling, Sapporo Breweries Транспорт: Tobu Railway, Keikyu Corporation, Yamaha, Nissan Точное машиностроение: Canon, Hitachi, Ricoh Торговля: Marubeni, Matsuya Химпром: Showa Denko, NOF Corporation, Kureha Chemical Industries, Nippon Sanso, Hitachi Chemical, Asahi Kasei |
| Dai-Ichi Kangyo      | Dai-Ichi Kangyo Bank (до 2000) Mizuho Bank (2000 —) Kankaku Securities Orient Group         | Финансы: Fukoku Mutual Life, Asahi Mutual Life, Nissan Marine & Fire, Taisei Marine & Fire Электроника: Fujitsu, Hitachi, Fuji Electric, Yaskawa Electric, Nippon Columbia Транспорт: Isuzu, Kawasaki Heavy Industries Энергетика: Tokyo Electric Power Нефтепродукты: Showa Shell Sekiyu Точное машиностроение: Asahi Optical Торговля: Seibu, Itochu, Металлургия: Kawasaki Steel, Japan Metals Kobe Steel Химпром: Denki Kagaku Kogyo-Mitsui Group, Nippon Zeon, Asahi Denka Kogyo, Sankyo Co., Lion Corporation, Kyowa Hakko Kogyo, Asahi Chemical Industries |
| Sanwa («Midorikai»)  | Sanwa Bank (до 2002) UFJ Bank (2002—2006) Mitsubishi UFJ Bank (2006 —)                      | Пищепром: Itoham Foods, Suntory Транспорт: Hankyu Railway, Keisei Railway, Hitachi Zosen Corporation Металлургия: Kobe Steel, Nakayama Steel Works, Nisshin Steel Точное машиностроение: Konica Minolta, Hoya Corporation Нефтепродукты: Cosmo Oil Электроника: Hitachi, Iwatsu Electric, Sharp Corporation, Nitto Denko, Kyocera Торговля: Takashiama, Orix, Nissho Iwai, Takashimaya Химпром: Ube Industries, Tokuyama Corp, Hitachi Chemical, Sekisui Chemical, Kansai Paint, Tanabe Seiyaku, Astellas Pharma, Daiso Co., Teijin, Unitika Fukusure Кино: Toho Shin-Maywa |
| Tokai (Toyota Group) | Tokai Bank Chuo Trust                                                                       | Пищепром: Kagome Транспорт: Daihatsu, Suzuki Motor, Toyota Металлургия: Daido Steel Точное машиностроение: Ricoh Нефтепродукты: Idemitsu Kosan Электроника: Ushio Industries Торговля: Matsuzakaya |
| IBJ                  | Industrial Bank of Japan, New Japan Securities Wako Securities IBJ Securities               | Транспорт: Fuji Heavy Industries Точное машиностроение: Ikegai, Riken Химпром: Nippon Soda, Chisso Corporation, Nissan Chemical, Tosoh Corporation, Hodogaya Chemical, Plas-Tech, Taihei Chemical, Japan Organo, Kuraray |